# Общий, Харлампий
Хар(а)лампий «Харлашко» Общий (псевдоним до революции Красная шапочка; ?-1921) — крымскотатарский революционер, анархист, участник махновского движения, организатор крымскотатарских вооружённых формирований.

## Биография
Родился в конце девятнадцатого века в Крыму в крымскотатарской семье. В 1907 году присоединился к анархистам, был анархо-террористом до 1908 года (конца Первой русской революции).
В мае 1919 года присоединился к махновщине, был командиром Крымского крымскотатарского кавалерийского полка. В последних числах декабря 1920 года, после ликвидации Врангеля восстал против власти большевиков.
В 20-х числах января 1921 года атаман Григорий Савонов ("Гришко") вместе с бывшим командиром 2-го крымского кавполка махновцев Харлампием ограбили церковь в городке Короча между Курском и Белгородом. Дело о «грабителе Савонове» попало в так называемую комиссию антимахновских дел, за подобные грабежи ему и Харлашке мог угрожать расстрел. Опасаясь расправы, атаманы с несколькими десятками своих сторонников бежали из махновской армии в изюмские леса. Савонов и Харлашка собрали в лесах новый отряд в 100—150 человек.
Весной 1921 года Крымский кавполк Общего действовал в Изюмском уезде.
Убит в бою под станцией Барвенково в апреле 1921 года. Его полк почти полностью был уничтожен, уцелевшие 50 бойцов во главе с помощником Харлампия, Иваном Херсонским ушли от преследования. Остаток его отряд частью отошел к Савонову, частью — к местному атаману Жмурину.